# Liga Panameña de Fútbol Clausura 2012
La Liga Panameña de Fútbol Clausura 2012, oficialmente por motivo de patrocinio Copa Digicel Clausura 2012 fue la XXXVI edición del torneo de la Liga Panameña de Fútbol, siendo el cierre de la temporada 2011-2012. Empezó el viernes 20 de enero de 2012 y el partido final se jugaría el viernes 18 de mayo de 2012 en el Estadio Rommel Fernández, pero por motivo de lluvias de pospuso para el 22 de mayo de 2012. 
La final fue ganada por el Tauro Fútbol Club 2 goles a 1, sobre el Chepo Fútbol Club que disputaba una final de primera división por primera vez en su historia. El equipo taurino ganó el derecho de competir en la Concacaf Liga Campeones 2012-13. El Colón C-3 culminó en la última posición en el sumalizado de la temporada 2011/12, por lo tanto fue relegado nuevamente a la Liga Nacional de Ascenso.

## Equipos
| Equipo                 | Ciudad        | Estadio                         | Capacidad |
| ---------------------- | ------------- | ------------------------------- | --------- |
| Alianza FC             | Panamá        | Luis Ernesto "Cascarita" Tapia  | 900       |
| Atlético Chiriquí      | David         | Estadio San Cristóbal           | 2.500     |
| CD Árabe Unido         | Colón         | Estadio Armando Dely Valdés     | 4.000     |
| CD Plaza Amador        | Panamá        | Luis Ernesto "Cascarita" Tapia  | 900       |
| Chepo FC               | Chepo         | Luis Ernesto "Cascarita" Tapia  | 900       |
| Chorrillo FC           | Panamá        | Estadio Javier Cruz             | 2.500     |
| Colón C-3              | Colón         | Estadio Armando Dely Valdés     | 4.000     |
| San Francisco FC       | La Chorrera   | Estadio Agustín Muquita Sánchez | 8.000     |
| Sporting San Miguelito | San Miguelito | Luis Ernesto "Cascarita" Tapia  | 900       |
| Tauro FC               | Panamá        | Luis Ernesto "Cascarita" Tapia  | 900       |

## Temporada regular
| LPF Apertura 2011 | LPF Apertura 2011      | LPF Apertura 2011 | LPF Apertura 2011 | LPF Apertura 2011 | LPF Apertura 2011 | LPF Apertura 2011 | LPF Apertura 2011 | LPF Apertura 2011 | LPF Apertura 2011 |
| Equipo            | Equipo                 | Pts               | PJ                | G                 | E                 | P                 | GF                | GC                | DIF               |
| ----------------- | ---------------------- | ----------------- | ----------------- | ----------------- | ----------------- | ----------------- | ----------------- | ----------------- | ----------------- |
| 1                 | Sporting San Miguelito | 33                | 18                | 9                 | 6                 | 3                 | 23                | 15                | 8                 |
| 2                 | Árabe Unido            | 32                | 18                | 9                 | 5                 | 4                 | 21                | 13                | 8                 |
| 3                 | Chepo FC               | 31                | 18                | 8                 | 7                 | 3                 | 24                | 13                | 11                |
| 4                 | Tauro FC               | 26                | 18                | 6                 | 8                 | 4                 | 20                | 16                | 4                 |
| 5                 | Chorrillo FC           | 25                | 18                | 6                 | 8                 | 4                 | 23                | 20                | 3                 |
| 6                 | San Francisco FC       | 22                | 18                | 5                 | 7                 | 6                 | 17                | 18                | -1                |
| 7                 | Atlético Chiriqui      | 20                | 18                | 4                 | 8                 | 6                 | 14                | 17                | -3                |
| 7                 | Alianza FC             | 20                | 18                | 5                 | 5                 | 8                 | 21                | 28                | -7                |
| 9                 | Colón C-3              | 15                | 18                | 3                 | 6                 | 9                 | 14                | 25                | -11               |
| 10                | CD Plaza Amador        | 12                | 18                | 2                 | 6                 | 10                | 16                | 28                | -12               |

- Pts=Puntos; PJ=Partidos jugados; G=Partidos ganados; E=Partidos empatados; P=Partidos perdidos; GF=Goles a favor; GC=Goles en contra; DIF=Diferencia de gol
- Actualizado: 5 de mayo de 2012.

## Tabla de descenso
|  |     | Equipos                | Pts | PJ | G  | E  | P  | GF | GC | Dif |
|  | --- | ---------------------- | --- | -- | -- | -- | -- | -- | -- | --- |
|  | 1.  | Sporting San Miguelito | 64  | 36 | 19 | 10 | 7  | 44 | 29 | 15  |
|  | 2.  | Chepo FC               | 61  | 36 | 17 | 10 | 9  | 48 | 28 | 20  |
|  | 3.  | Chorrillo FC           | 57  | 36 | 14 | 15 | 7  | 49 | 39 | 10  |
|  | 4.  | CD Árabe Unido         | 57  | 36 | 16 | 9  | 11 | 38 | 30 | 8   |
|  | 4.  | Tauro FC               | 54  | 36 | 15 | 9  | 12 | 43 | 32 | 11  |
|  | 6.  | San Francisco FC       | 53  | 36 | 14 | 11 | 11 | 40 | 37 | 3   |
|  | 7.  | CD Plaza Amador        | 43  | 36 | 11 | 10 | 15 | 38 | 49 | -11 |
|  | 8.  | Alianza FC             | 36  | 36 | 8  | 12 | 16 | 41 | 55 | -14 |
|  | 9.  | Atlético Chiriquí      | 31  | 36 | 6  | 13 | 17 | 26 | 43 | -17 |
|  | 10. | Colón C-3              | 26  | 36 | 5  | 11 | 20 | 27 | 52 | -24 |

Pts = Puntos; PJ = Partidos Jugados; G = Partidos Ganados; E = Partidos Empatados; P = Partidos Perdidos; GF = Goles Anotados; GC = Goles Recibidos; Dif = Diferencia de gol
- Orden como finalizó el Apertura 2011 y Clausura 2012.

|  | Descenderá a Liga Nacional de Ascenso. |

### Semifinales
|  | Semifinales            | Semifinales            | Semifinales |          |          | Final    | Final | Final |  |
|  |                        |                        |             |          |          |          |       |       |  |
|  |                        |                        |             |          |          |          |       |       |  |
|  | Tauro FC               | Tauro FC               | 2           |          |          |          |       |       |  |
|  | Tauro FC               | Tauro FC               | 2           |          |          |          |       |       |  |
|  | Sporting San Miguelito | Sporting San Miguelito | 0           |          |          |          |       |       |  |
|  | Sporting San Miguelito | Sporting San Miguelito | 0           |          | Tauro FC | Tauro FC | 2     |       |  |
|  |                        |                        |             |          | Tauro FC | Tauro FC | 2     |       |  |
|  |                        |                        | Chepo FC    | Chepo FC | 1        |          |       |       |  |
|  | Chepo FC               | Chepo FC               | Chepo FC    | Chepo FC | 1        | 1        |       |       |  |
|  | Chepo FC               | Chepo FC               |             |          |          | 1        |       |       |  |
|  | CD Árabe Unidos        | CD Árabe Unidos        | 0           |          |          |          |       |       |  |
|  | CD Árabe Unidos        | CD Árabe Unidos        | 0           |          |          |          |       |       |  |
|  |                        |                        |             |          |          |          |       |       |  |

| Primeros Lugares | Primeros Lugares       |
| ---------------- | ---------------------- |
| 1                | Tauro FC               |
| 2                | Chepo FC               |
| 3                | CD Árabe Unido         |
| 4                | Sporting San Miguelito |

|  | Clasificado a la Concacaf Liga Campeones. |

## Resultados

### Semifinales

#### Tauro FC - Sporting San Miguelito
| 4 de mayo de 2012 | Tauro FC                  | 1-0 (1:0) | Sporting San Miguelito | Estadio Rommel Fernández, Ciudad de Panamá                       |                                                                  |
|                   | Luis Gabriel Renteria 35' |           |                        | Asistencia: 4500 espectadores Árbitro(s): Ameth Sánchez (Panamá) | Asistencia: 4500 espectadores Árbitro(s): Ameth Sánchez (Panamá) |

| 11 de mayo de 2012 | Sporting San Miguelito | 0-1 (0:1) | Tauro FC                                           | Estadio Rommel Fernández, Ciudad de Panamá |  |
|                    |                        |           | Juan de Dios Pérez 53' · Luis Gabriel Renteria 83' |                                            |  |

- El Tauro Fútbol Club ganó 2-0 en el marcador global.

#### Árabe Unido – Chepo FC
| 6 de mayo de 2012 | Chepo FC              | 1-0 (1:0) | CD Árabe Unido | Estadio Javier Cruz, Ciudad de Panamá |  |
|                   | Cristian Banguera 63' |           |                |                                       |  |

| 13 de mayo de 2012 | CD Árabe Unido | 0-0 (0:0) | Chepo FC | Estadio Armando Dely Valdés, Colón |  |

- El Chepo Fútbol Club ganó 1-0 en el marcador global.

### Final

#### Tauro FC - Chepo FC
| 22 de mayo de 2012 | Tauro FC                                      | 2-1 (0:0) | Chepo FC | Estadio Rommel Fernández, Ciudad de Panamá |                               |
|                    | Leonel Parris 22' · Luis Gabriel Renteria 78' |           |          | Asistencia: 8000 espectadores              | Asistencia: 8000 espectadores |

## Campeón
| Campeón de la LPF Clausura 2012: |
| -------------------------------- |
| Tauro FC 11vo Título             |

## Goleadores
| Jugador               | Equipo                 | Goles |
| --------------------- | ---------------------- | ----- |
| Luis Gabriel Rentería | Tauro FC               | 11    |
| Miguel Lasso          | Colón C-3              | 8     |
| José Luis González    | Chepo FC               | 7     |
| César Medina          | Alianza FC             | 7     |
| Temistocles Pérez     | CD Plaza Amador        | 6     |
| Orlando Rodríguez     | Árabe Unido            | 5     |
| Bernardo Palma        | Chepo FC               | 5     |
| Ricardo Clarke        | Sporting San Miguelito | 4     |
| Julian Mosquera       | Deportivo Árabe Unido  | 4     |